# Dan Popi
Fondator, A&R, CEO & Managing Partner la Cat Music și Media Services, Dan Popi este un vizionar și unul dintre principalii piloni ai industriei muzicale românești. După ce a absolvit în 1986 Colegiul Național Mihai Viteazul din București, Dan s-a înrolat în Armata României în cadrul Infanteriei din Bacău, iar un an mai târziu s-a înscris în cadrul Universității Politehnica din București, Facultatea de Mecanică, până în 1992. În aceeași perioadă, Dan l-a cunoscut pe Sorin Golea, coleg de facultate și mai apoi partenerul său în afacere. Astfel, cu doar un an înainte de absolvirea cursurilor, Dan a transformat un hobby, muzica, într-o meserie și la doar 24 de ani, împreună cu Sorin au pus bazele Cat Music, cea mai mare casă de discuri din România.

## Carieră
În 1995, Cat Music a lansat și distribuit primul album pe piață din Romania, material ce conținea cântece bizantine al Corului Athos. Muncind neîncetat și având o cunoaștere profundă a muzicii în general, Dan a descoperit și lansat trupele fenomen ale anilor 2000. Astfel, în 1996, Cat Music semnează prima trupă, BUG Mafia, urmând apoi 3 Sud Est, Valahia, Andre, La Familia. În 1997, Dan câștigă preluarea exclusivă a licenței Sony Music Entertainment, una dintre cele mai mari case de discuri la nivel mondial, iar succesul nu întârzie să apară. În 2003, Dan semnează trupa O-Zone, iar un an mai târziu „Dragostea din Tei” se auzea la toate radiourile și televiziunile de specialitate și devenea un fenomen nemaiîntâlnit vreodată pe piață muzicală. La scurt timp, „Dragostea din Tei” a devenit un hit internațional. Single-ul a atins în timp record locul 1 în Eurochart Hot 100, poziție pe care s-a clasat timp de 12 săptămâni, s-a menținut în topul clasamentelor muzicale în Germania și Franța mai mult de trei luni, a atins poziția a treia în Marea Britanie și poziția 72 în U.S. Pop 100. Au urmat cover-uri ce au ajuns și ele în top, iar piesa originală a devenit renumită în Statele Unite. Descoperirea lui Dan a devenit într-un timp foarte scurt primul No.1 mondial ce a plecat din România, iar în 2004 acesta a fost listat de către revista Billboard în primii 20 cei mai buni Artist & Repertoire Managers independenți. De-a lungul timpului, a descoperit artiști al căror succes și notorietate depășesc cu mult granițele României. Astfel, Dan a creat principala sursă de repertoriu local din România, devenind un lider de opinie, dar și cel care a pus România pe harta mondială a muzicii.
În 2006, Dan Popi împreună cu Pavel Stratan, artist ce deja avea trei albume alături de Cat Music, încep să construiască proiectul fiicei lui Pavel, Cleopatra Stratan. La doar patru ani, Cleopatra a cântat 28 de piese în fața a 400 de spectatori, iar presa a numit-o „copilul-minune”. Patru luni mai târziu, după un concert susținut de către Cleopatra la Sala Palatului cu casa închisă, Dan i-a înmânat din partea Cat Music, „Triplul disc de diamant", pentru vânzări de peste 150.000 de unități ale primului album, o premieră în România. Pentru tânăra artistă au urmat șase recorduri mondiale: cel mai tânăr artist care a lansat un album de succes, cel mai tânăr interpret care a susținut un concert live de două ore în fața unui public numeros, cel mai bine plătit artist care a primit 10.000 de euro pentru o singură piesă, cel mai tânăr interpret care a primit trei premii MTV, cel mai tânăr interpret care a avut un hit no.1 într-o țară la nivel național și cel mai tânăr cântăreț de succes.
Ca o consecință a naturii inovatoare a lui Dan Popi și a căutării de noi provocări, Cat Music a fost într-o continuă expansiune. La aproape doi ani din momentul lansării platformei YouTube, Dan Popi a avut viziunea schimbării și a reacționat în fața noului curent de digitalizare. În 2007, primul videoclip lansat pe canalul de YouTube al Cat Music a fost hitul Cleopatrei Stratan, „Ghiță”, ce nu genera mai mult de 50 de vizualizări, în timp ce astăzi muzica Cleopatrei adună zeci de milioane de vizualizări pe YouTube. Dan a înțeles foarte bine că mediul digital urma să cuprindă din ce în ce mai multe segmente și și-a dorit ca label-ul Arhivat în 30 noiembrie 2020, la Wayback Machine. să dezvolte o platformă ce sprijină artiștii să se conecteze cu fani din toată lumea.
În 2009, Dan Popi începe colaborarea cu Edward Maya și descoperă „Stereo Love”, al doilea No.1 la nivel mondial, performanță recompensată prin nenumăratele trofee obținute: Discul de Platină în SUA, Germania, Danemarca, Spania și Canada, dublu Disc de Platină în Italia, septuplu Disc de Platină în Norvegia, octuplu în Suedia și Discul de Aur în Benelux. Locul 1 în topul „Billboard Hot 100”, Europa și în „Billboard Dance Chart”, SUA, locul 3 în „Billboard Hot 100”, Anglia, locul 14 în „Mainstream Chart, Airplay Chart and US Digital Chart”, din Statele Unite, sunt doar câteva dintre reușitele obținute de către „Stereo Love” alături de Cat Music.
În 2014, Dan a pornit prima rețea multi-canal de muzică (Multi-Channel Network - MCN) din România, iar în scurt timp label-ul a crescut canalele de YouTube ale unor artiști precum Smiley, DJ Sava, Elena, având cea mai puternică platformă digitală. Pe parcursul carierei sale, Dan Popi a fost președintele U.P.F.R., Uniunea Producătorilor de Fonograme din România și un adevărat lider pentru piața de entertainment din România.
În 2018 a pus bazele TRU [The Real You], primul hub creativ offline dedicat creatorilor de conținut digital (vloggeri, gameri, canale educaționale etc.). Prin TRU, label-ul pune la dispoziția lor studiouri video unde pot filma și crea conținut pentru canalele lor de YouTube, precum și management, asistență și acces la primul MCN din România dedicat exclusiv creatorilor. În 2019, muzica lansată de Cat Music a fost ascultată timp de 10,5 miliarde de minute, adică 175 de milioane de ore sau 7,3 milioane de zile, încontinuu.
Pentru fondatorul Cat Music, 2020 a început cu o noua performanță a label-ului: peste 6 mil. de abonați pe YouTube, 50 de canale muzicale în rețeaua Multichannel Cat Music, iar hub-ul TRU dedicat creatorilor de conținut adună în fiecare zi noi creativi în același loc. În prezent, Cat Music are 34% din cota de piață și deține cel mai puternic canal de YouTube din Europa Centrală, de Est și Rusia, dar și cel mai mare MCN de muzică din România. În plus, Cat Music Spain, primul birou extern fondat de Dan, sărbătorește doi ani de proiecte de succes cu artiști precum Juan Magan, Yasiris, Lidia Buble, Descemer Bueno și Isasi B. Pasiunea pentru muzică l-a determinat pe Dan Popi, CEO-ul celei mai puternice case de discuri din România, să susțină talentul a sute de artiști, să dezvolte piața muzicală din țara noastră și să fie recunoscut la nivel mondial ca un lider necontestat al industriei muzicale din România. Și acesta este doar începutul, pentru că Dan caută proiecte complementare muzicii care pot aduce bucurie și refugiu sufletesc multor oameni. Astfel, universul Cat Music va însemna film, emisiuni diverse, programe de spiritualitate și nu numai.